# Zimc
Zimc (románul: Zimți) falu Romániában, Maros megyében, Libánfalva községben. A trianoni békeszerződésig Maros-Torda vármegye Régeni alsó járásához tartozott.
Része Alsófancsal (románul: Fâncel), ami Szászrégentől 30 km-re keletre fekszik, a Görgényi-havasok lábánál, ott ahol a Fancsal-patak a Görgénybe ömlik.

## Népessége
2002-ben 63 lakosa volt, ebből 62 román és 1 magyar nemzetiségű. A falu lakói közül 60-an ortodox, 3-an adventista hitűek.